# Tatia
Tatia is een geslacht van straalvinnige vissen uit de familie van de houtmeervallen (Auchenipteridae).

## Soorten
- Tatia aulopygia (Kner, 1858)
- Tatia boemia Koch & Reis, 1996
- Tatia brunnea Mees, 1974
- Tatia caxiuanensis Sarmento-Soares & Martins-Pinheiro, 2008
- Tatia dunni (Fowler, 1945)
- Tatia galaxias Mees, 1974
- Tatia gyrina (Eigenmann & Allen, 1942)
- Tatia intermedia (Steindachner, 1877)
- Tatia jaracatia Pavanelli & Bifi, 2009
- Tatia meesi Sarmento-Soares & Martins-Pinheiro, 2008
- Tatia neivai (Ihering, 1930)
- Tatia nigra Sarmento-Soares & Martins-Pinheiro, 2008
- Tatia strigata Soares-Porto, 1995